# Łohojsk
Łohojsk (biał. Лагойск, Łahojsk) – miasto na Białorusi, położone ok. 40 km od Mińska, 10,8 tys. mieszkańców (2010). Centrum administracyjne rejonu łohojskiego. Ludność pracująca głównie na roli (w sowchozie), w fabryce traktorów oraz zakładach remontowo-budowlanych.
Miasto magnackie położone było w końcu XVIII wieku hrabstwie łohojskim w powiecie mińskim województwa mińskiego.

## Zamek, pałac
- zamek odbudowany przez Wasyla Tyszkiewicza, jednak kolejne zniszczenia dokonały wojska moskiewskie i szwedzkie. Na miejscu zamku Stanisław Tyszkiewicz z żoną Ewą z Białozorów ufundowali kościół i klasztor oo. bazylianów (nieistniejący).
- pałac w Łohojsku był wybudowany w stylu klasycystycznym, od frontu portyk z dwunastoma kolumnami (po dwie), po bokach parterowe skrzydła, kryte dachem dwuspadowym, zakończone piętrowymi budynkami z pseudokolumnami po bokach podtrzymującymi tympanony. Końcowe budynki kryte dachem dwuspadowym skierowane szczytem do frontu[3].

## Zabytki
- Cerkiew św. Mikołaja Cudotwórcy z XIX wieku
- Park pałacowy Tyszkiewiczów
- Zamczysko w miejscu dawnego zamku
- Budynek gospodarczy na terenie zespołu pałacowego

## Urodzeni
W Łohojsku urodził się i mieszkał Konstanty Tyszkiewicz – polski hrabia, archeolog i krajoznawca, który zgromadził tutaj wielką kolekcję archeologiczną. W Łohojsku urodził się także jego brat Eustachy Tyszkiewicz.

## Galeria

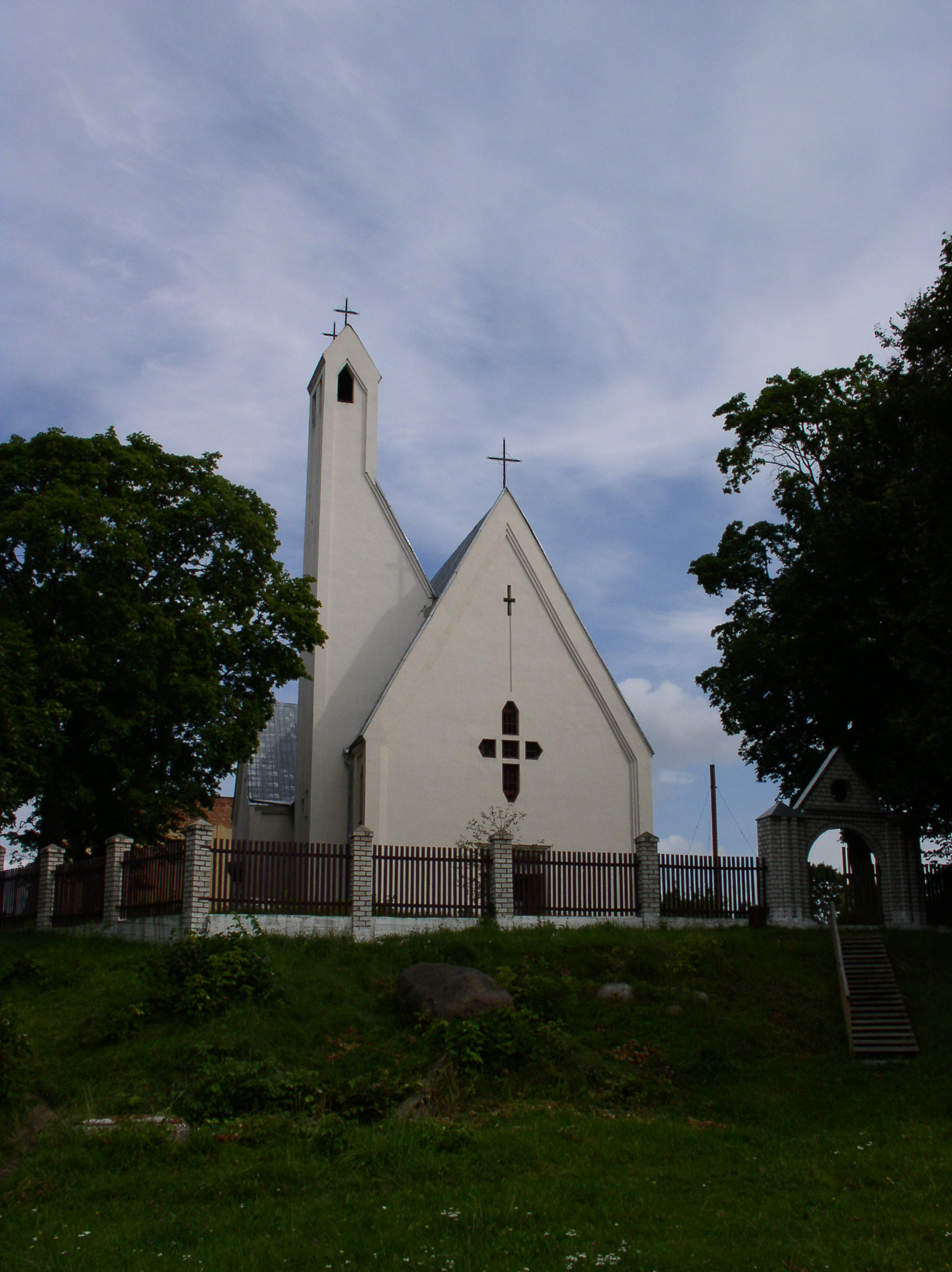
Kościół św. Kazimierza
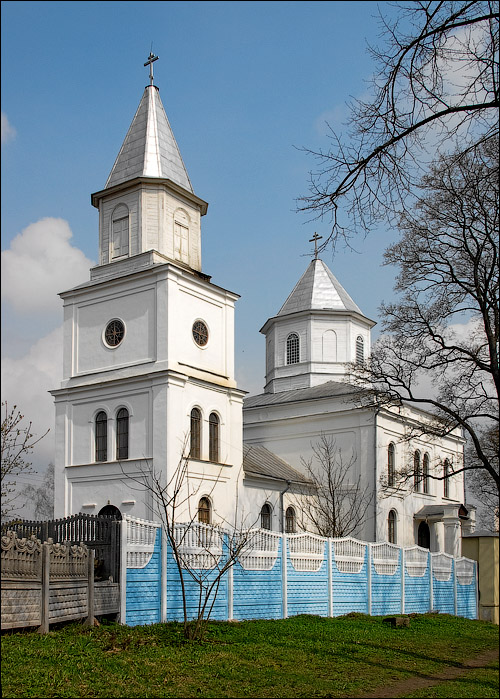
Cerkiew św. Mikołaja Cudotwórcy
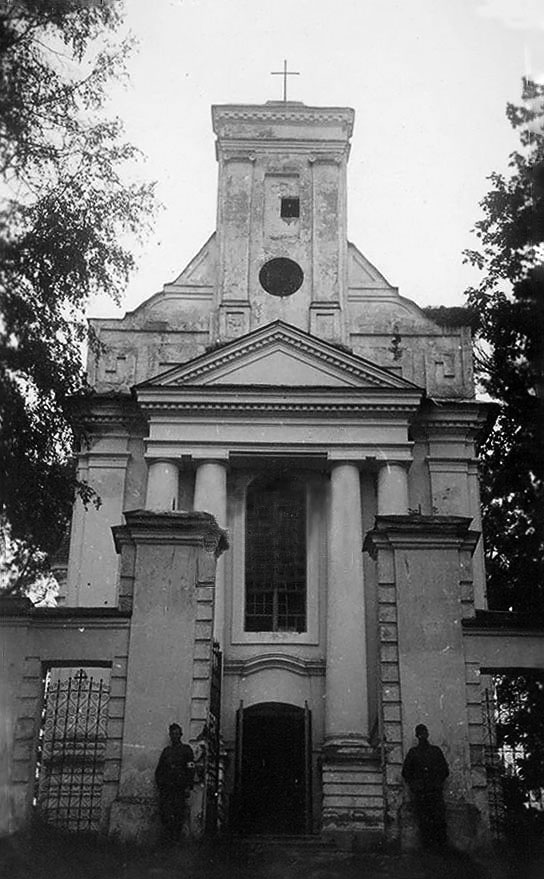
Kościół w 1941 roku
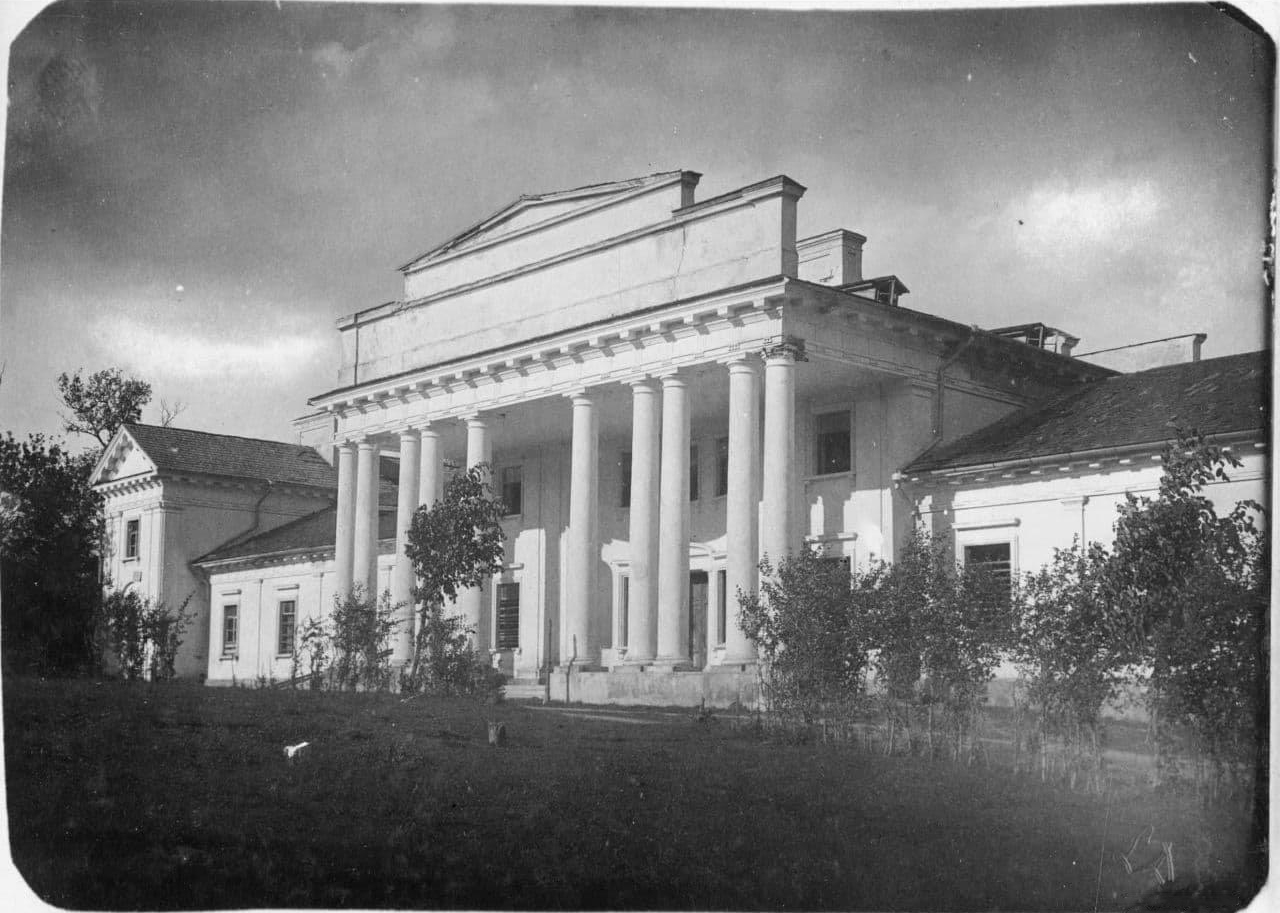
Pałac Tyszkiewiczów w 1924 r.
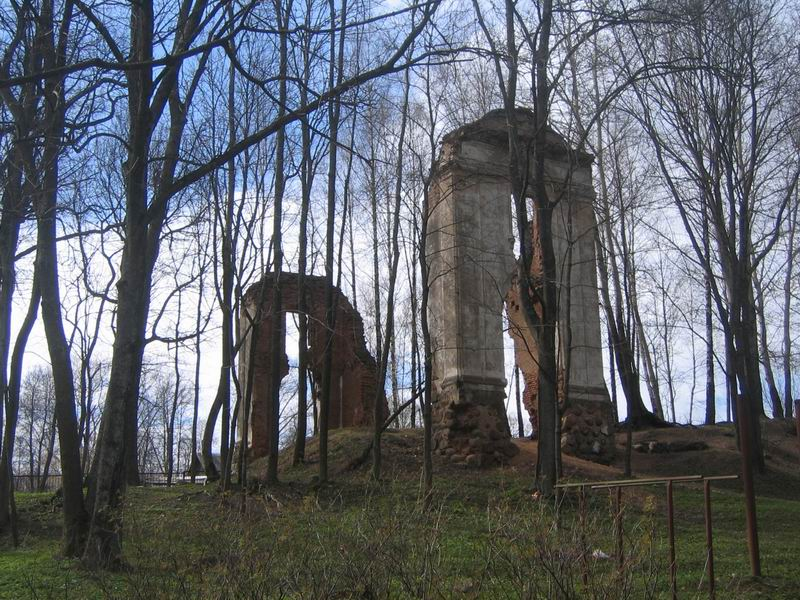
Ruiny pałacu w 2007 r.

## Miasta partnerskie
- Łask